# Le Cergne
Le Cergne est une commune française située dans le département de la Loire en région Auvergne-Rhône-Alpes.

## Géographie

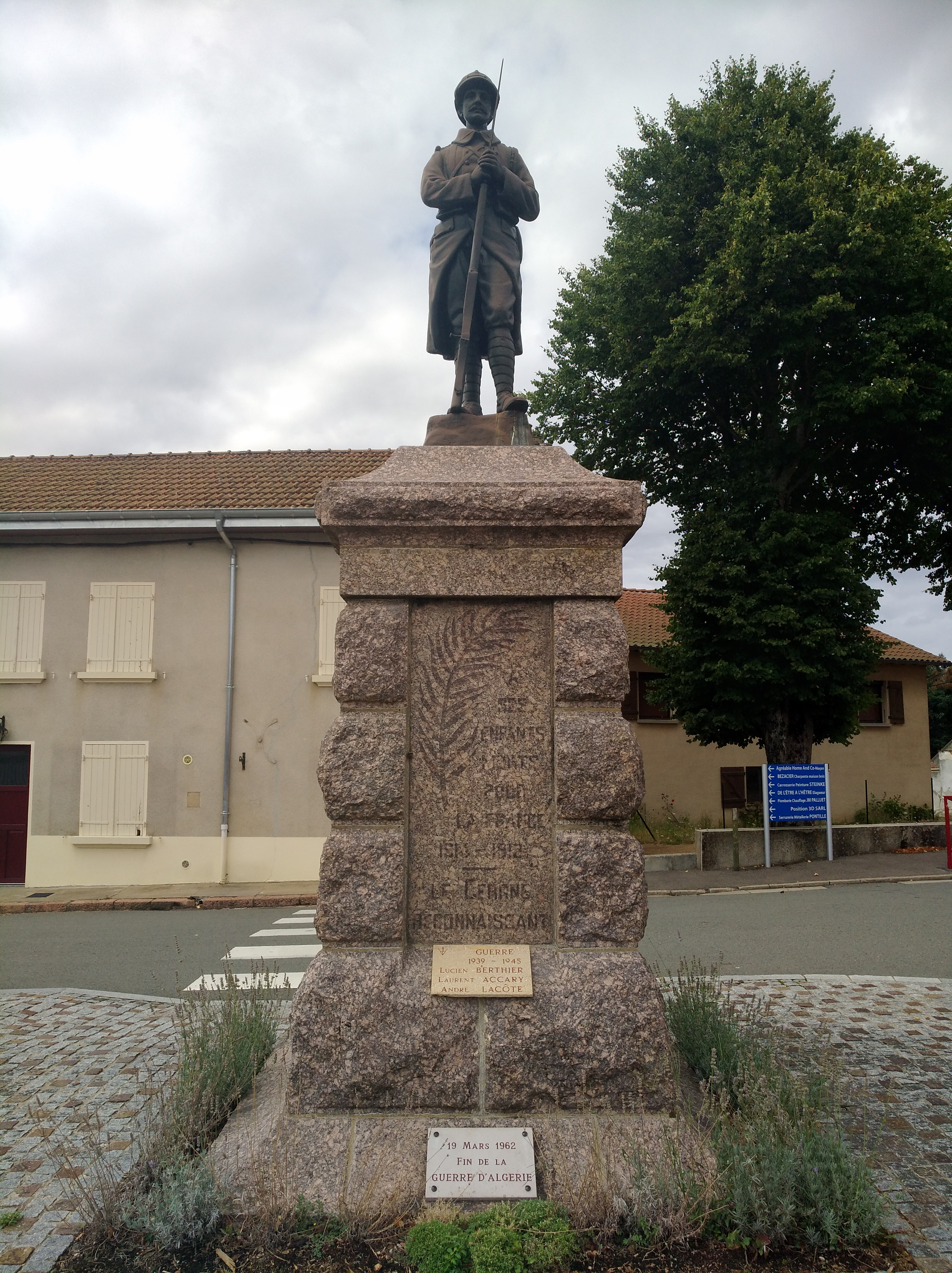
Monument aux morts

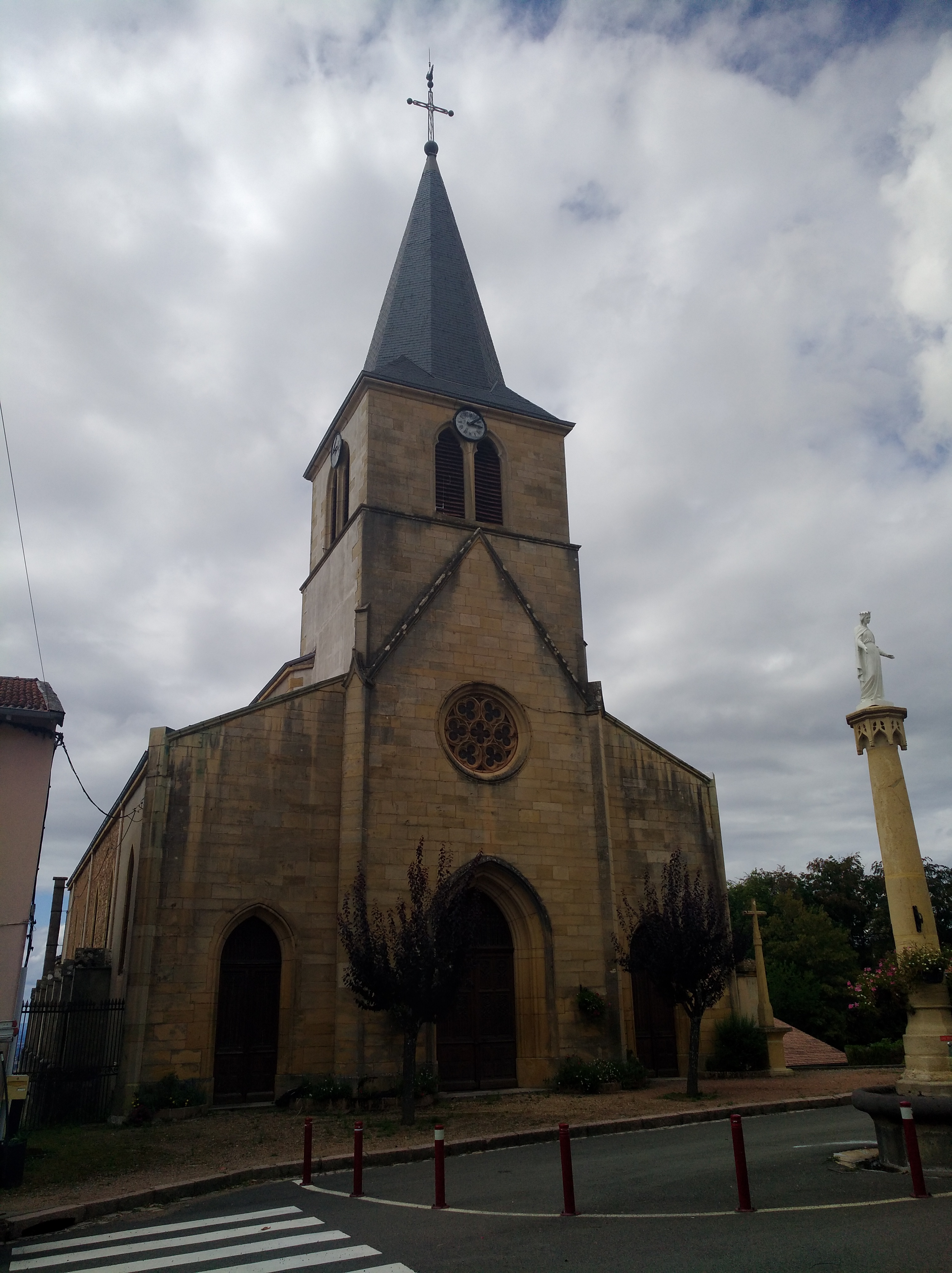
Église Saint-Paul

La commune se situe à 70 kilomètres de Lyon.
L'ovale irrégulier dans lequel s'inscrivent les limites de la commune du Cergne se caractérise par un relief accidenté. La médiane de cet ovale est une dorsale étirée selon une direction méridienne et constituée de deux hautes collines boisées entre lesquelles s'inscrit un ensellement où s'est établi le bourg du Cergne. Au nord le gros bombement du Bois de Rottecorde au-dessus de Fontimpe atteint 793 mètres d'altitude et au sud un autre dôme surbaissé, le Bois de Joux, culmine à 709 mètres ; entre les deux, cette sorte de col qui porte le bourg est encore à une altitude de 660 mètres. L'ensemble de ces reliefs, comme tout le territoire de la commune d'ailleurs, y compris les parties les plus déprimées, est modelé dans des terrains granitiques ce qui souligne l'appartenance de ce territoire à  la montagne beaujolaise.
L'échine centrale marque une ligne de partage des eaux et détermine l'existence à l'intérieur des limites communales de deux versants ; l'un à l'ouest qui dirige ses eaux vers le ruisseau du Chandonnet et de là vers le Sornin, l'autre à l'est drainé par un affluent de la Trambe (ou Trambouze), tributaire du Rhins. Le Chandonnet prend d'ailleurs sa source sur le territoire même de la commune au-dessous de la Croix Couverte mais ne parcourt  du sud-est au nord-ouest  qu'un kilomètre avant de servir de limite entre Arcinges et Cuinzier. À l'est naissant sous le bourg un ruisseau (une « goutte » selon le vocabulaire en usage dans la région) coule du nord au sud avant d'entrer après un kilomètre de cours dans le département du Rhône à Cours. Le flanc est du vallon creusé par ce ruisseau s'appuie sur une haute protubérance  forestière dont Le Cergne n'a que la base mais dont le sommet frôle les 780 mètres d'altitude. Sur les limites sud de la commune un autre ensellement, le col de la Croix Couverte, nettement plus bas que celui du bourg, ouvre  une voie de passage essentielle entre le Haut-Beaujolais et la région plus déprimée du nord-est roannais.
La nature des terrains cristallins et l'altitude dans l'ensemble élevée conjuguent leurs effets pour donner lieu à une couverture forestière importante à tel point que plus de la moitié de la surface de la commune - 306 ha sur 588 soit 52 % - est concernée par ce boisement. Le bourg du Cergne peut même apparaître comme une clairière de défrichement, se prolongeant de Fontimpe à Verville, au milieu d'un espace sylvestre réparti en croissant autour de lui. On ne s'éloigne guère du village sans traverser des bois, excepté en descendant en direction de l'agglomération urbaine proche de Cours.
La commune du Cergne avait été formée par le rassemblement sur le territoire municipal nouvellement délimité d'un peu moins de 800 personnes « prélevées » sur les communes voisines en 1857, c'est-à-dire à la veille de ce qui fut le pic démographique dans la France rurale au XIXe siècle. C'est en effet 15 ans seulement plus tard, en 1872, que le maximum de peuplement fut atteint ici avec 863 habitants. Ensuite et conformément à l'évolution démographique générale de la région Le Cergne fut concerné par un exode rural qui lui fit perdre en trois quarts de siècle près de la moitié de sa population l'étiage se plaçant en 1946 alors qu'il ne restait plus sur place que 450 personnes. Il est vrai aussi que le déclin cessa plus tôt que dans maintes communes voisines. Pourtant, pendant les vingt ans qui suivirent la fin de la Seconde Guerre mondiale une certaine stagnation marqua la démographie locale mais un net redressement se produisit ensuite. De 1980 à 2009 la croissance (569 en 1982, 713 en 2009) ne s'était pratiquement jamais démentie même si - liée peut-être à des circonstances passagères - un  tassement a été observé entre 2009 et 2014 (659 h. à cette date). La proximité de l'agglomération urbaine de Cours-la-Ville n'est pas étrangère au phénomène de croissance qui récemment encore caractérisait la commune tant le pittoresque de « station de villégiature » du Cergne a eu d'attrait pour certains Coursiauds.
Le paysage de bocage semi-montagnard implique au Cergne comme dans le reste du haut-Beaujolais une dispersion caractéristique de la population en nombreux écarts, hameaux ou simple lieuxdits. L'axe central de la commune rassemble pourtant l'essentiel de la présence humaine avec, en dehors du bourg, deux hameaux principaux, Fontimpe au nord, Verville au sud. Le Poizat constitue une sorte de faubourg du village et, dispersés sur le territoire communal, on peut citer comme lieux habités les Harrivières, les Ronzières, chez Chabat, la Croix Couverte, Chavanis, le Munet, Terre Dessus, Les Gouttes,  Matray,  Le Ravier, Potier. D'autre part des lotissements  récents sont apparus à Lassy et à la Madone.
Deux carrefours routiers existent sur le territoire communal du Cergne. L'un est constitué par le bourg même  où quatre directions s'offrent au voyageur : d'ici en effet on peut rejoindre Cours par la D 48 en ne parcourant vers le sud que 3 km en descente à travers un paysage ouvert ; on peut aussi emprunter la même D 48 vers le nord-ouest en direction d'Arcinges à travers bois; c'est d'ailleurs à l'entrée du grand bois de Rottecorde qu'à 1 km du bourg se greffe sur cette route la D 45 qui mène à Écoche. Depuis le bourg il est également possible de gagner le chef lieu de canton, Belmont-de-la-Loire situé à 10 km du Cergne,  par un itinéraire sinueux,  à travers un paysage forestier, en passant par le col de la Bûche. Enfin c'est vers le sud-ouest qu'on parvient en 2,5 km au col de la Croix Couverte par la D 31. À la sortie sud-ouest du bourg un chemin vicinal, qui sans être donc classé comme route en assure la fonction, permet de rejoindre directement le bourg de Cuinzier sans passer par la Croix Couverte.
Ce col de la Croix Couverte, à 614 m d'altitude, constitue le second carrefour routier existant dans la commune, sur les confins sud-ouest du territoire municipal. Par là passe une route fréquentée, la D 70 qui relie Cours à Charlieu (éloigné  de  14 km du Cergne) par Cuinzier et qui représente ainsi une des liaisons possibles entre le Haut-Beaujolais et la vallée de la Loire. À quelques centaines de mètres à l'ouest du col une bifurcation permet, en quittant la D 70, d'aller vers le bourg de Jarnosse en parcourant 7 km par la D 35. Enfin, la D 31 venant du bourg du Cergne offre, en sens opposé, la possibilité, à partir du col et en quittant immédiatement le territoire municipal, de se diriger vers Coutouvre, La Gresle ou Sevelinges.
Une ligne régulière d'autocar reliant Thizy-les-Bourgs à Charlieu dessert quotidiennement  Le Cergne avec trois arrêts, l'un à Verville, un autre au bourg, un autre enfin à la Croix Couverte. La gare ferroviaire de Chauffailles sur la ligne Lyon-Paray-le-Monial se trouve à 16 km, celle de Roanne sur l'itinéraire Lyon-Paris à 20 km.
L'activité économique au Cergne peut s'apparenter à celle d'un commune rurbaine : ainsi, l'agriculture y est à peine présente de nos jours puisque si des terres agricoles sont encore cultivées sur son territoire aucune exploitation n'y a son siège. En revanche l'industrie est représentée par une usine de tôlerie industrielle installée au lieu-dit les Harrivières et par une entreprise de métallerie ; une usine de confection a fonctionné jusqu'à il y a quelques années au Poizat mais a fermé ses portes. L'artisanat du bâtiment rassemble deux entreprises de charpente, deux de maçonnerie, une enfin de plomberie. Un garage de mécanique automobile, un atelier de carrosserie, un élagueur, un sellier, un tapissier-décorateur, deux coiffeuses complètent ce secteur. Une boulangerie-pâtisserie et un restaurant gastronomique au bourg assurent la jonction entre artisanat et commerce. L'activité commerciale fait vivre une épicerie, un bureau de tabac et trois bars.

### Climat
Pour des articles plus généraux, voir Climat d'Auvergne-Rhône-Alpes et Climat de la Loire.
En 2010, le climat de la commune est de type climat des marges montargnardes, selon une étude du Centre national de la recherche scientifique s'appuyant sur une série de données couvrant la période 1971-2000. En 2020, Météo-France publie une typologie des climats de la France métropolitaine dans laquelle la commune est exposée à un climat de montagne ou de marges de montagne et est dans une zone de transition entre les régions climatiques « Centre et contreforts nord du Massif Central » et « Nord-est du Massif Central ».
Pour la période 1971-2000, la température annuelle moyenne est de 9,4 °C, avec une amplitude thermique annuelle de 16,2 °C. Le cumul annuel moyen de précipitations est de 1 065 mm, avec 12,4 jours de précipitations en janvier et 8,5 jours en juillet. Pour la période 1991-2020, la température moyenne annuelle observée sur la station météorologique de Météo-France la plus proche, « Charlieu », sur la commune de Charlieu à 11 km à vol d'oiseau, est de 11,6 °C et le cumul annuel moyen de précipitations est de 769,3 mm,. Pour l'avenir, les paramètres climatiques de la commune estimés pour 2050 selon différents scénarios d'émission de gaz à effet de serre sont consultables sur un site dédié publié par Météo-France en novembre 2022.

## Urbanisme

### Typologie
Au 1er janvier 2024, Le Cergne est catégorisée commune rurale à habitat dispersé, selon la nouvelle grille communale de densité à sept niveaux définie par l'Insee en 2022.
Elle est située hors unité urbaine. Par ailleurs la commune fait partie de l'aire d'attraction de Cours, dont elle est une commune de la couronne,. Cette aire, qui regroupe 4 communes, est catégorisée dans les aires de moins de 50 000 habitants,.

### Occupation des sols
L'occupation des sols de la commune, telle qu'elle ressort de la base de données européenne d’occupation biophysique des sols Corine Land Cover (CLC), est marquée par l'importance des forêts et milieux semi-naturels (48,4 % en 2018), une proportion sensiblement équivalente à celle de 1990 (49 %). La répartition détaillée en 2018 est la suivante : 
forêts (48,4 %), prairies (43,8 %), zones urbanisées (7,1 %), zones agricoles hétérogènes (0,7 %). L'évolution de l’occupation des sols de la commune et de ses infrastructures peut être observée sur les différentes représentations cartographiques du territoire : la carte de Cassini (XVIIIe siècle), la carte d'état-major (1820-1866) et les cartes ou photos aériennes de l'IGN pour la période actuelle (1950 à aujourd'hui).

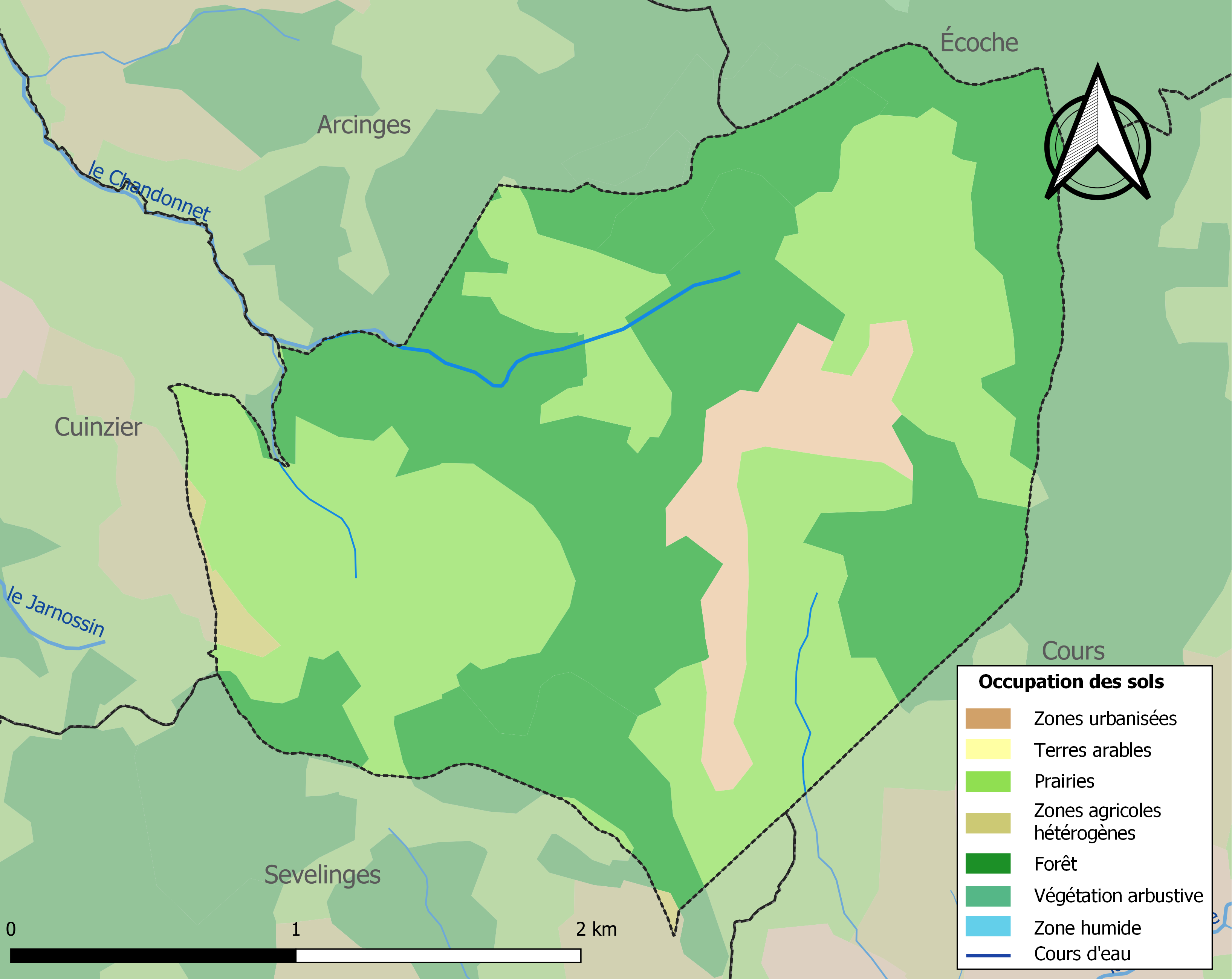
Carte des infrastructures et de l'occupation des sols de la commune en 2018 (CLC).

## Histoire
Le projet de la commune est né le 8 août 1852 au cours d’une réunion. Le conseil général du Rhône a émis un avis favorable le 27 août 1853. Il faudra attendre les démarches faites à Paris par Benoît Puillet pour voir la création effective de la commune : le 6 octobre 1857 par arrêté préfectoral. Elle englobait quatre sections des communes de Cours, Sevelinges, Arcinges et Écoche.

## Paroisse
La particularité du Cergne réside dans le fait de son entité fut d’abord religieuse avant d’être administrative. Ses habitants s’étaient regroupés en paroisse vers 1835. Ils disposaient d’un prêtre, d’une école et également d’une église ou plus exactement d’une chapelle assez vaste pour la célébration du culte.
On peut situer son emplacement à l’embranchement de la route d’Ecoche et du chemin de Fontimpe. Il n’en reste aucune trace aujourd’hui.
Le 11 mai 1838, Jean Combe, premier curé du Cergne réunit dans la salle du presbytère, messieurs Poizat, Fargetton, Chambost, Troncy et Chervier ainsi que le maire de Sevelinges, monsieur Cherpin pour la création de la paroisse. Cependant chaque paroissien continue à répondre aux exigences civiles de la commune dont il dépendait.
Cette même année, les habitants décident la construction d’une nouvelle église de style néo-gothique : trois nefs voûtées et deux chapelles latérales. Les travaux s’achèveront en 1856 pour un coût total de 33 000 F. Cette église est celle d'aujourd’hui.

## Politique et administration

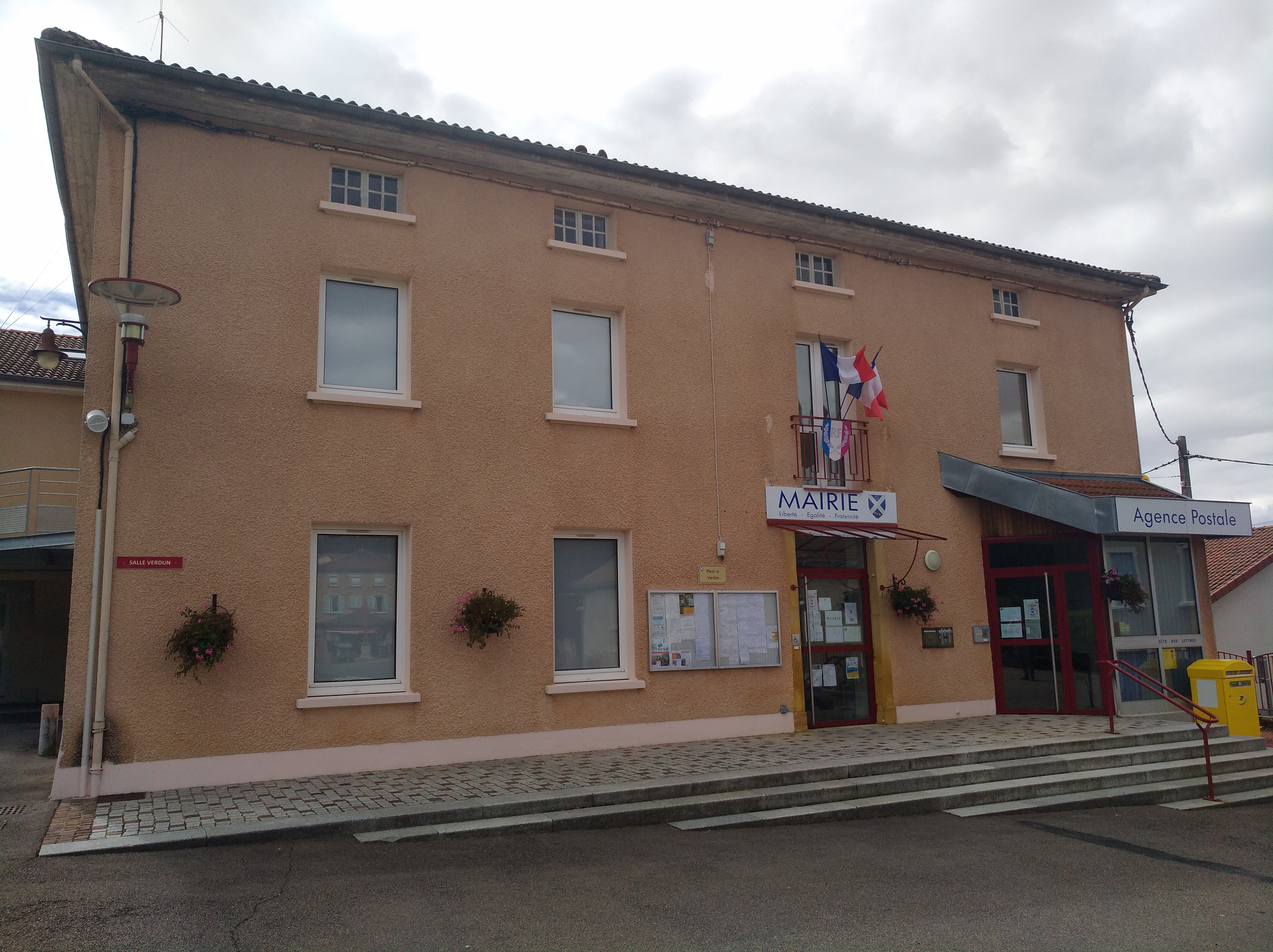
Mairie

## Blasonnement
|  | Les armoiries de Le_Cergne se blasonnent ainsi : D’azur au sautoir d’argent accompagné en chef d’un annelet du même et en pointe d’une branche de chêne d’or. |

## Démographie
L'évolution du nombre d'habitants est connue à travers les recensements de la population effectués dans la commune depuis 1861. Pour les communes de moins de 10 000 habitants, une enquête de recensement portant sur toute la population est réalisée tous les cinq ans, les populations de référence des années intermédiaires étant quant à elles estimées par interpolation ou extrapolation. Pour la commune, le premier recensement exhaustif entrant dans le cadre du nouveau dispositif a été réalisé en 2004.

En 2022, la commune comptait 614 habitants, en évolution de −5,83 % par rapport à 2016 (Loire : +1,32 %, France hors Mayotte : +2,11 %).
| 1861 | 1866 | 1872 | 1876 | 1881 | 1886 | 1891 | 1896 | 1901 |
| ---- | ---- | ---- | ---- | ---- | ---- | ---- | ---- | ---- |
| 797  | 840  | 863  | 843  | 853  | 852  | 811  | 821  | 780  |

| 1906 | 1911 | 1921 | 1926 | 1931 | 1936 | 1946 | 1954 | 1962 |
| ---- | ---- | ---- | ---- | ---- | ---- | ---- | ---- | ---- |
| 705  | 660  | 557  | 551  | 512  | 492  | 450  | 460  | 502  |

| 1968 | 1975 | 1982 | 1990 | 1999 | 2004 | 2006 | 2009 | 2014 |
| ---- | ---- | ---- | ---- | ---- | ---- | ---- | ---- | ---- |
| 475  | 476  | 569  | 650  | 698  | 708  | 701  | 713  | 661  |

| 2019 | 2022 | - | - | - | - | - | - | - |
| ---- | ---- | - | - | - | - | - | - | - |
| 622  | 614  | - | - | - | - | - | - | - |

## Lieux et monuments
- Église de la Conversion-de-Saint-Paul du Cergne.

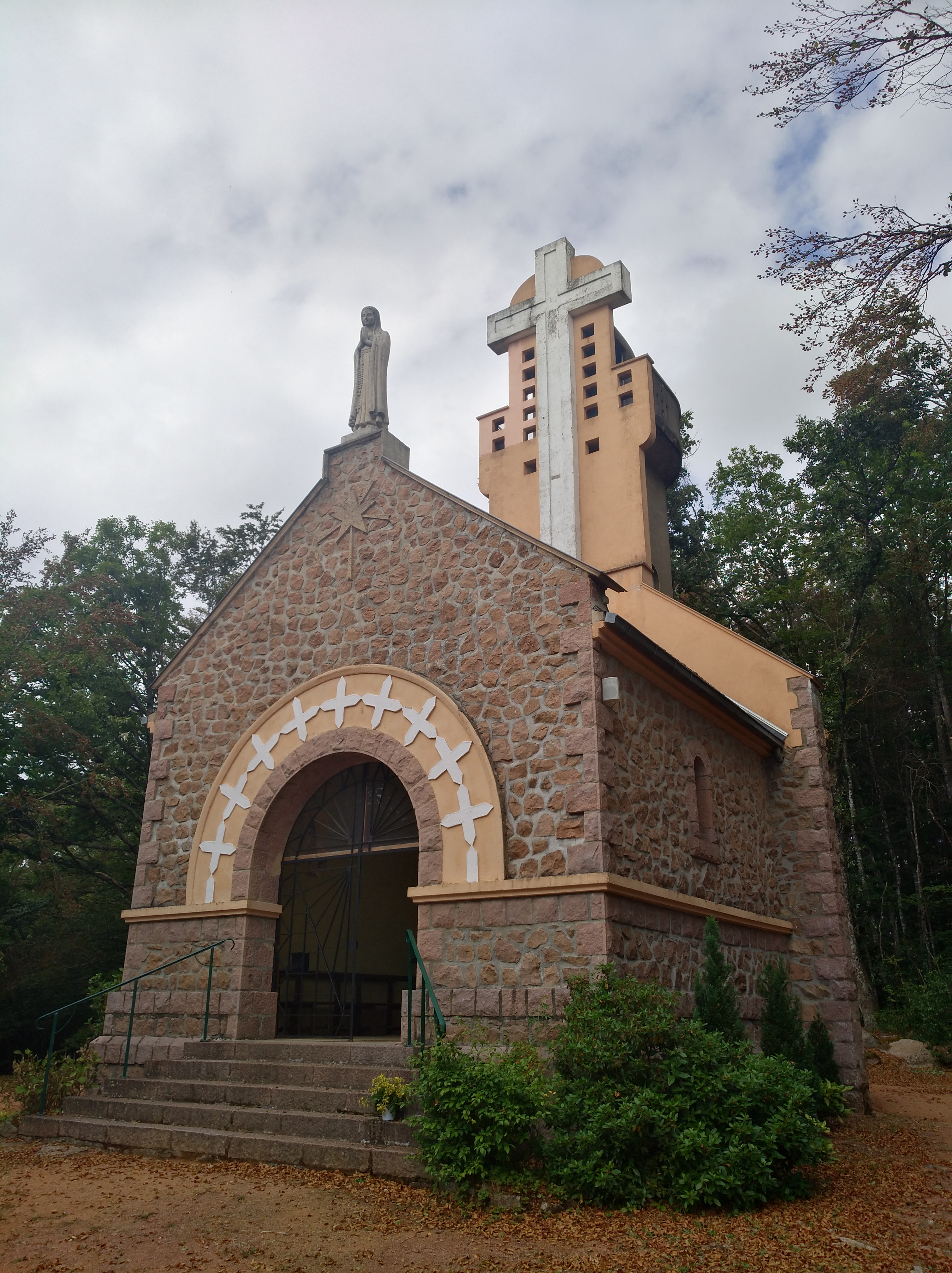
Chapelle Notre-Dame-de-Fatima

### La chapelle de Fatima[20].
À la suite de la déroute de l’armée française en juin 1940, vingt enfants du pays (sur une population de 500 habitants) connaîtront la captivité. Le souci de leur santé et de leur retour était dans l’esprit de chacun et particulièrement dans celui de l’abbé Guyot, curé de la paroisse. Il demandait de prier avec lui par l’interaction de la Vierge et d’ériger une chapelle en son honneur pour leurs protections et leurs retours.
Ainsi commencèrent les premiers travaux en 1943 avec la création d’un chemin d’accès. Celui-ci terminé, on entreprit aussitôt le nivellement du pic rocheux et sa transformation en esplanade.
1944 verra le début de la construction de la chapelle en pierres de la carrière Lauriac de Cours. Ce fut l’œuvre de volontaires bénévoles où l’amitié et la bonne humeur furent la règle. En même temps, un sculpteur de l’école de Rome, M. Arnaud sculpta une Vierge dans un bloc de Chauvigny. Tous les prisonniers rentrèrent d’Allemagne sains et saufs avant la fin des travaux qui se finirent en 1948. Le 15 août de cette année-là, le cardinal Gerlier la consacra. Elle fut baptisée « Notre-Dame-de-Fatima » (ville du Portugal où la Vierge est apparue à trois enfants en 1917. La communauté portugaise du Roannais s’y rassemble tous les 15 mai).
Un matin de 1952, l’immense croix surplombant la chapelle s’effondra à l’arrière de l’édifice sans le détériorer.
En 1984, M. Vibert, peintre parisien, réalisait gracieusement la fresque derrière l’autel.
Les Amis de la Madone assurent aujourd’hui son entretien et son embellissement. Elle est illuminée et sa silhouette peut être aperçue d’assez loin à la nuit tombée.
Le 15 août 2008, la chapelle a fêté son 70e anniversaire.

## Personnalités liées à la commune
- Benoît Puillet : Aventurier originaire de Fontimpe, il quitta Le Cergne en 1836 avec une pièce de quarante sous. En 1838, il s’embarqua pour l’île de France (île Maurice) jusqu’en 1841. À Batavia (Jakarta, aujourd’hui en Indonésie), il découvrit un procédé permettant, à peu de frais, de clarifier le suc de la canne à sucre. Son brevet fut à la base de sa fortune. De retour en France, il participa activement au ministère de l’Intérieur et aida à la création de notre commune dont il deviendra rapidement le grand bienfaiteur. Il fit construire un château pour sa famille (château Jalon), finança une partie de la construction de l’église actuelle, le presbytère, et amena l’eau de chez lui jusqu’à la fontaine pour qu’elle serve à l’église et pour les habitants. Il mourut à l'abbaye de Notre Dame d'Aiguebelle le 11 janvier 1867.
- Marie-Philomène Valentin : Née au hameau Fontimpe en 1860, elle est entrée en religion chez les Sœurs de l'Enfant-Jésus de Chauffailles. Le 20 décembre 1885, elle partit au Japon où elle mourut en le 28 juillet 1951. En 1926, l’empereur de Japon lui remit la médaille d’or du Grand mérite et la qualifia de « bienfaitrice de l’humanité ».
- Amédée Périer : L’électrification du bourg a été permise grâce à monsieur Amédée Périer. Il fut maire de la commune du Cergne de 1904 à 1918, date de sa mort, bâtonnier de l’ordre des avocats, conseiller général du canton de Belmont de 1892 à 1904. Le 15 novembre 1908, il donna toutes les autorisations nécessaires à la société L’Énergie Électrique du Centre pour l’installation de canalisations aériennes.
Ainsi dès 1909, Le Cergne a été un des premiers villages à jouir de l’éclairage électrique avec Cuinzier et Sevelinges la même année. Arcinges, Belleroche, Saint-Germain-la-Montagne, Belmont et La Gresle durent attendre de 1921 à 1930. C’est Écoche qui fut équipé en dernier, en 1936.